# 陳冠廷
陳 冠廷（ちん かんてい、チェン グアンティン、1986年〈民国75年〉4月5日 - ）は、中華民国（台湾）の政治家。民主進歩党所属の立法委員、青年局初代局長。父は元立法委員の陳明文。
陳冠廷の妻は日本人で、2016年に結婚した。

## 経歴
ウィスコンシン大学マディソン校で学士号を取得した後、東京大学公共政策研究所で修士号を取得した。
2016年、国家安全会議の研究助手を務めた。
2018年、嘉義県長選挙で翁章梁の選挙対策スポークスパーソンを務めた。
2022年、民進党主席の蔡英文の特別補佐官を務めた。
2023年、陳建仁内閣で行政院政治顧問を務めた。
2024年、第11回立法委員選挙では、父である陳明文が嘉義県第二選挙区から再選せず撤退したため、民進党から後任として指名され、初当選した。
2025年、林右昌秘書長の立会いの下、45歳以下の民進党国会議員6名の全会一致で指名され、民進党青年局の初代局長に就任した。

## 立法委員

### 国際活動
2024年4月、日本を表敬訪問し、日本維新の会や立憲民主党の議員と会談し、議会外交を通じた台日間の交流と協力の強化や、地方制度構築や台日関係などの課題について議論した。

## 選挙記録
| 年度 | 選挙               | 選挙区           | 所属政党   | 得票数 | 得票率 | 当選 | 注釈 |
| ---- | ------------------ | ---------------- | ---------- | ------ | ------ | ---- | ---- |
| 2024 | 第11回立法委員選挙 | 嘉義県第二選挙区 | 民主進歩党 | 73,598 | 49.50% |      |      |